# Луке-Полянське
46°09′ пн. ш. 15°37′ сх. д. / 46.15° пн. ш. 15.61° сх. д.
Луке-Полянське (хорв. Luke Poljanske) — населений пункт у Хорватії, у Крапинсько-Загорській жупанії у складі громади Загорська Села.

## Населення
Населення за даними перепису 2011 року становило 66 осіб.
Динаміка чисельності населення поселення:

## Клімат
Середня річна температура становить 9,81 °C, середня максимальна – 23,59 °C, а середня мінімальна – -6,12 °C. Середня річна кількість опадів – 1088 мм.
| Клімат поселення                              | Клімат поселення | Клімат поселення | Клімат поселення | Клімат поселення | Клімат поселення | Клімат поселення | Клімат поселення | Клімат поселення | Клімат поселення | Клімат поселення | Клімат поселення | Клімат поселення | Клімат поселення |
| Показник                                      | Січ.             | Лют.             | Бер.             | Квіт.            | Трав.            | Черв.            | Лип.             | Серп.            | Вер.             | Жовт.            | Лист.            | Груд.            |                  |
| Середній максимум, °C                         | 5,62             | 7,36             | 11,39            | 15,75            | 20,55            | 23,59            | 23,33            | 22,82            | 18,91            | 13,79            | 8,27             | 4,49             |                  |
| Середня температура, °C                       | −0,24            | 1,50             | 5,52             | 9,88             | 14,68            | 17,72            | 19,49            | 18,99            | 15,09            | 9,96             | 4,45             | 0,66             |                  |
| Середній мінімум, °C                          | −6,12            | −4,37            | −0,35            | 4,02             | 8,82             | 11,86            | 15,67            | 15,17            | 11,27            | 6,15             | 0,63             | −3,16            |                  |
| Норма опадів, мм                              | 49               | 54               | 70               | 79               | 95               | 134              | 108              | 113              | 109              | 104              | 99               | 74               |                  |
| Середньомісячна швидкість вітру, м/с          | 1.54             | 1.73             | 2.11             | 2.11             | 2.01             | 1.81             | 1.72             | 1.58             | 1.51             | 1.56             | 1.68             | 1.61             |                  |
| Середньомісячна сонячна радіація, кДж/м²·день | 4062             | 6745             | 10397            | 14703            | 18595            | 20455            | 21162            | 18431            | 13584            | 8475             | 4452             | 3216             |                  |
| --------------------------------------------- | ---------------- | ---------------- | ---------------- | ---------------- | ---------------- | ---------------- | ---------------- | ---------------- | ---------------- | ---------------- | ---------------- | ---------------- | ---------------- |
| Джерело:                                      |                  |                  |                  |                  |                  |                  |                  |                  |                  |                  |                  |                  |                  |